# Glenn Research Center

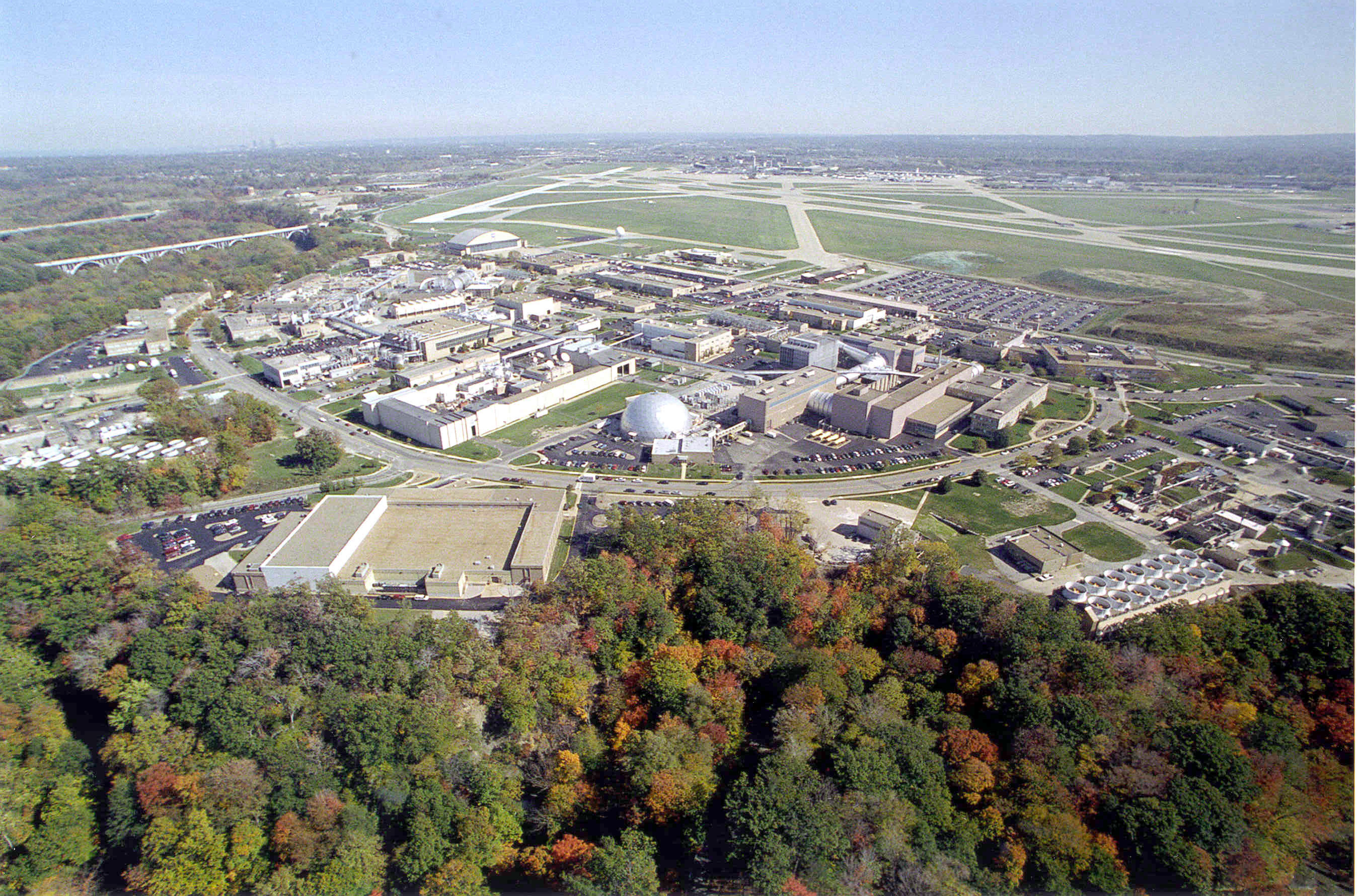
Luchtfoto van de Glenn Research Center in 2008

De NASA John H. Glenn Research Center at Lewis Field (GRC) is het centrum van de NASA voor aeronautisch en ruimte wetenschappelijke en technologische ontwikkelingen. Het is gevestigd in de Amerikaanse steden Brook Park, Cleveland en Fairview Park, in de staat Ohio, Verenigde Staten.
Het onderzoekscentrum werd in 1942 opgericht en was onderdeel van de National Advisory Committee for Aeronautics en later werd het, het onderzoekscentrum voor vliegtuigmotoren van de NASA. De naam van de Glenn Research Center werd regelmatig gewijzigd; achtereenvolgens was de naam van het onderzoeksinstituut als volgt: Aircraft Engine Research Laboratory, Flight Propulsion Research Laboratory, Lewis Flight Propulsion Laboratory en NASA Lewis Research Center. Thans heet het de NASA John H. Glenn Research Center at Lewis Field. De huidige naam is een vernoeming naar John Glenn, de eerste Amerikaanse ruimtevaarder die in een baan om de aarde vloog.
Thans is Dr. Marla E. Pérez-Davis interim-directeur van de Glenn Research Center.